# Сюй Чжимо
Сюй Чжимо́ (кит. упр. 徐志摩, пиньинь Xú Zhìmó; 15 января 1897 — 19 ноября 1931) — китайский поэт первой половины XX века.
Окончил известную в Китае школу в Ханчжоу, изучал право в Тяньцзине и Пекине. Затем отправился в США, учился в 1918—1919 гг. в Университете Кларка, затем до 1921 г. в Колумбийском университете. Покинув США, где так и не смог прижиться, в 1921—1922 гг. продолжил образование в Англии, в Королевском колледже Кембриджского университета. Был знаком с Томасом Гарди и Кэтрин Мэнсфилд. В 1922 году вернулся в Китай. Входил в поэтическую группу «Новолуние» («Синьюэ-пай»). Погиб в авиационной катастрофе.
Сюй Чжимо — автор нескольких поэтических сборников, ряда эссе и рассказов. На его творчество оказали влияние Томас Харди, Алджернон Суинберн и Данте Россетти.

## Сочинения
- Стихи (《志摩的詩》). 1925.
- Флорентийская ночь (《翡冷翠的一夜》). Шанхай, 1927.
- Тигр (《猛虎集》). Шанхай, 1931
- Скитания в облаках (《雲遊》). Шанхай, 1932.

## На русском языке
- Дождливая аллея. Китайская лирика 20-х и 30-х годов. Предисловие и переводы Л. Черкасского. М., 1969. — С. 86-102.